# België op het Junior Eurovisiesongfestival 2008
België nam deel aan het Junior Eurovisiesongfestival 2008 in Limasol, Cyprus. Het was de 6de deelname van het land op het Junior Eurovisiesongfestival. De selectie verliep via Junior Eurosong 2008. De VRT was verantwoordelijk voor de Belgische bijdrage voor de editie van 2008.

## Selectieprocedure
Junior Eurosong 2008 verliep over vier weken. Eerst werden twee voorrondes gehouden, met telkens vijf kandidaten. De beste drie gingen door naar de halve finale. In die halve finale gingen de beste vier van zes acts door naar de finale op zaterdag 27 september. In die finale kozen de Belgen voor Oliver, met het lied Shut up. Chloé werd tweede met Un nouveau rêve. Er werden geen punten toegekend: er werd gewerkt met een systeem van rechtstreekse eliminatie. Telkens gaf de jury een wildcard waardoor deze act rechtstreeks geplaatst was voor de volgende ronde.

## Junior Eurosong 2008

### Voorrondes
6 september 2008
| Volgorde | Artiest     | Lied                       |
| -------- | ----------- | -------------------------- |
| 1        | Oliver      | Shut up                    |
| 2        | Elke        | Geniet van elk moment      |
| 3        | Vince       | Al fluitend door het leven |
| 4        | Mathilde    | Vergeet-mij-liedje         |
| 5        | The Pinsons | Waarom?                    |

13 september 2008
| Volgorde | Artiest             | Lied               |
| -------- | ------------------- | ------------------ |
| 1        | Didier & Charlotte  | Samen              |
| 2        | Guust               | Ik hou van muziek  |
| 3        | Mc Louis            | In de echte wereld |
| 4        | Chloé               | Un nouveau rêve    |
| 5        | Mystery Of Darkness | Familierock        |

### Halve finale
20 september 2008
| Volgorde | Artiest            | Lied               |
| -------- | ------------------ | ------------------ |
| 1        | The Pinsons        | Waarom?            |
| 2        | Mathilde           | Vergeet-mij-liedje |
| 3        | Chloé              | Un nouveau rêve    |
| 4        | Guust              | Ik hou van muziek  |
| 5        | Didier & Charlotte | Samen              |
| 6        | Oliver             | Shut up            |

### Finale
27 september 2008
| Volgorde | Artiest            | Lied              |
| -------- | ------------------ | ----------------- |
| 1        | Guust              | Ik hou van muziek |
| 2        | Chloé              | Un nouveau rêve   |
| 3        | Oliver             | Shut up           |
| 4        | Didier & Charlotte | Samen             |

## In Limasol
In Cyprus trad België als zevende van vijftien deelnemende landen aan, na latere winnaar Georgië en voor Bulgarije. Aan het einde van de puntentelling stond België op een elfde plaats, net achter gastland Cyprus. Oliver kreeg 45 punten, waarvan de tien punten van Nederland de hoogste score was.

### Gekregen punten
| 12 punten | 10 punten            | 8 punten | 7 punten                                                  | 6 punten                |
| --------- | -------------------- | -------- | --------------------------------------------------------- | ----------------------- |
|           | - Nederland          |          |                                                           |                         |
| 5 punten  | 4 punten             | 3 punten | 2 punten                                                  | 1 punt                  |
|           | - Georgië - Litouwen | - Servië | - Armenië - Noord-Macedonië - Malta - Oekraïne - Roemenië | - Rusland - Wit-Rusland |